# III/4 dywizjon myśliwski
III dywizjon myśliwski 4 pułku lotniczego (III/4 dm) – pododdział lotnictwa myśliwskiego Wojska Polskiego II RP.

## Historia dywizjonu
Dywizjon sformowany został w 1926, na lotnisku w Toruniu, w składzie 4 pułku lotniczego.

Pododdział złożony był z dwóch, a w latach 1933–1937 trzech, eskadr (141, 142 i 143).

W kampanii wrześniowej 1939 jednostka walczyła w składzie lotnictwa Armii „Pomorze" (1-6 IX), a następnie Brygady Pościgowej.

31 sierpnia obie eskadry przebazowane zostały na lotniska polowe w pobliżu wsi Markowo, na południowy zachód od Torunia.

Na uzbrojeniu pododdziału znajdowały się dwadzieścia dwa samoloty PZL P.11c i jeden RWD-8.

2 września poległ dowódca dywizjonu, kpt. pil. Florian Laskowski, zestrzelony w czasie ataku na kolumnę pancerną.

## Organizacja dywizjonu we wrześniu 1939
- Dowództwo III/4 dywizjonu myśliwskiego
- 141 eskadra myśliwska
- 142 eskadra myśliwska

## Dowódcy dywizjonu
- mjr pil. Juliusz Gilewicz (od XII 1925[3])
- kpt. pil. Leopold Pamuła (od XI 1928)
- kpt. pil. Florian Laskowski (do †2 IX 1939)
- kpt. pil. Tadeusz Rolski (od 2 IX)

## Obsada personalna dywizjonu we wrześniu 1939
- dowódca dywizjonu - kpt. pil. Florian Laskowski († 2 IX)
- oficer taktyczny - por. pil. Franciszek Skiba
- oficer techniczny – por. techn. Rafał Dąbrowski[4]
- oficer łączności – por. obs. Wacław Przymeński[4]
- lekarz – por. dr Apolinary Wiktorczyk[4]

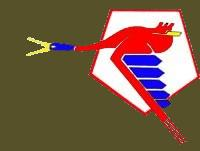
Godło 141 em
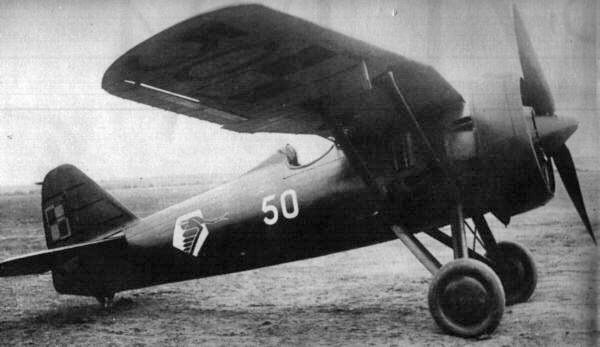
PZL P.7
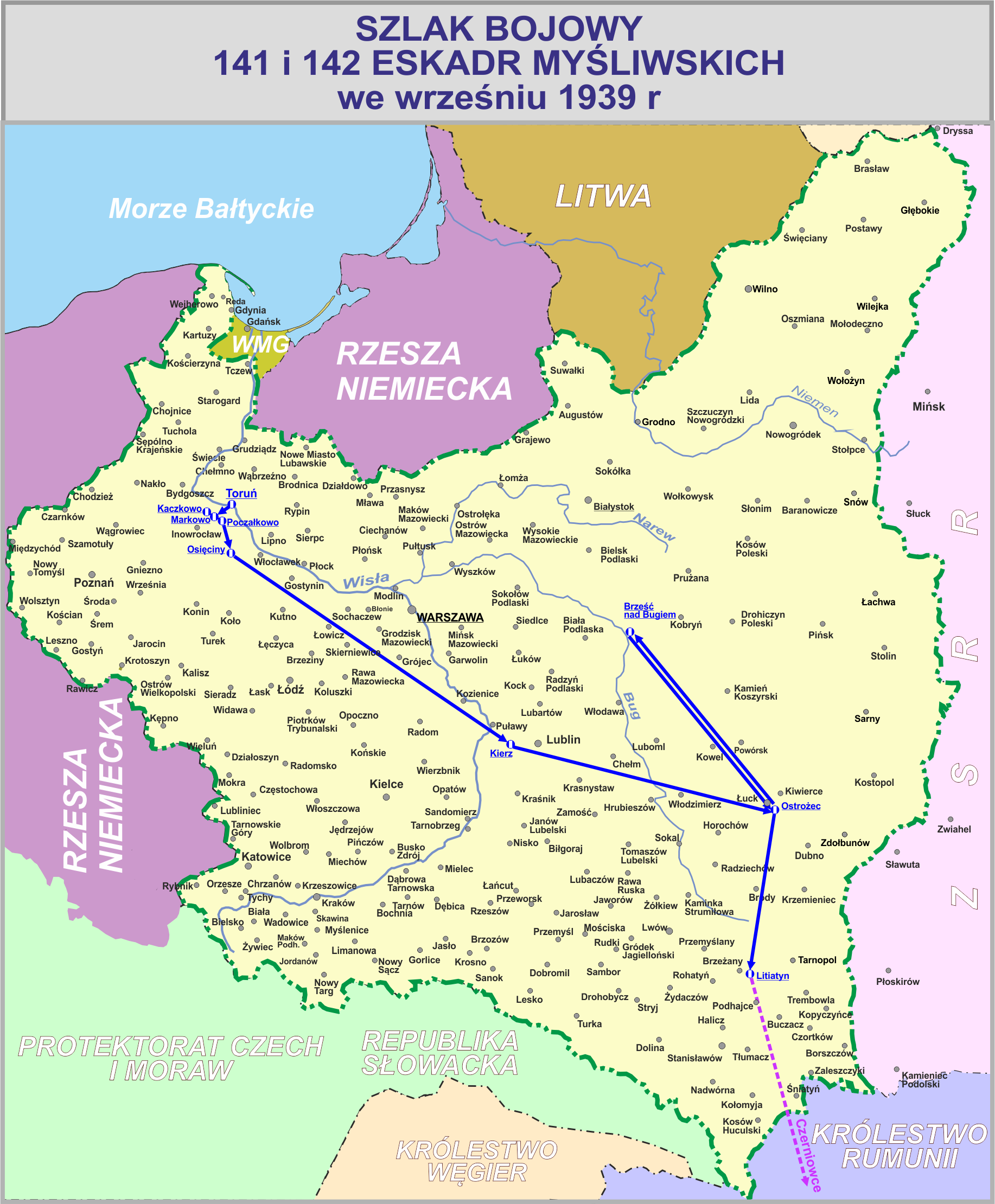
Szlak bojowy 141 i 142 eskadr myśliwskich we wrześniu 1939